# Taverniera brevialata
Taverniera brevialata är en ärtväxtart som beskrevs av Mats Thulin. Taverniera brevialata ingår i släktet Taverniera och familjen ärtväxter. Inga underarter finns listade i Catalogue of Life.